# Al-Arba’in
Al-Arba’in (arab. الأربعين, dosłownie „czterdzieści”) znane także jako Czehelom (pers. چهلم, urdu چہلم, dosłownie „czterdziesty”) – święto religijne obchodzone przez szyitów czterdzieści dni po Aszurze. Upamiętnia śmierć Husajna ibn Alego, wnuka proroka Mahometa. Husajn, wraz ze swoimi siedemdziesięcioma dwoma towarzyszami, został zabity  w bitwie pod Karbalą. Szyici uznają jego śmierć za męczeństwo. Święto jest największą pielgrzymką na świecie, pod względem liczby uczestników. Szacuje się, że w grudniu 2013 roku, w czasie Arba’in, grób Husajna w Karbali odwiedziło od 20 do 25 milionów ludzi.
Święto przypomina o sensie śmierci Alego, do końca stawiającego opór kalifom z dynastii Umajjadów, którzy zdaniem szyitów byli nieprawowierni. Początki Arba’in, według tradycji, datuje się na początek lat 80. VIII wieku. Wówczas to, towarzysz proroka, Dżabir Ibn Abd-Allah, wraz z Atijją ibn Sadem, jako pierwsi odwiedzili grób Alego. Mieli tam spotkać krewne imama wraz z jego synem i następcą Alim ibn Husajnem. Od tamtej pory w Karbali zaczął kształtować się znaczący w świecie szyickiego islamu ośrodek kultu religijnego. Ruch pielgrzymkowy napotykał czasami przeszkody ze strony władz, zwłaszcza jeśli tereny te znajdowały się pod kontrolą sunnitów. Czasami dochodzi również do ataków na pielgrzymów ze strony ugrupowań sunnickich. Kult był również zakazany w czasie rządów Saddama Husajna. Sytuacja zmieniła się w 2003 roku, wraz z II wojną w Zatoce Perskiej. Od tamtego czasu obserwuje się regularny wzrost zainteresowania świętem, liczba pielgrzymów rośnie z roku na rok. W 2008 roku było ich około 9 milionów. W 2009 i 2010 roku dane mówią o mniej więcej 10–14 milionach. W 2011 roku według szacunków było to już 15 milionów. W 2012 i 2013 roku – od 15 do 18 milionów. W grudniu 2013 roku liczbę pielgrzymów oszacowano na 20–25 milionów ludzi.

## Galeria

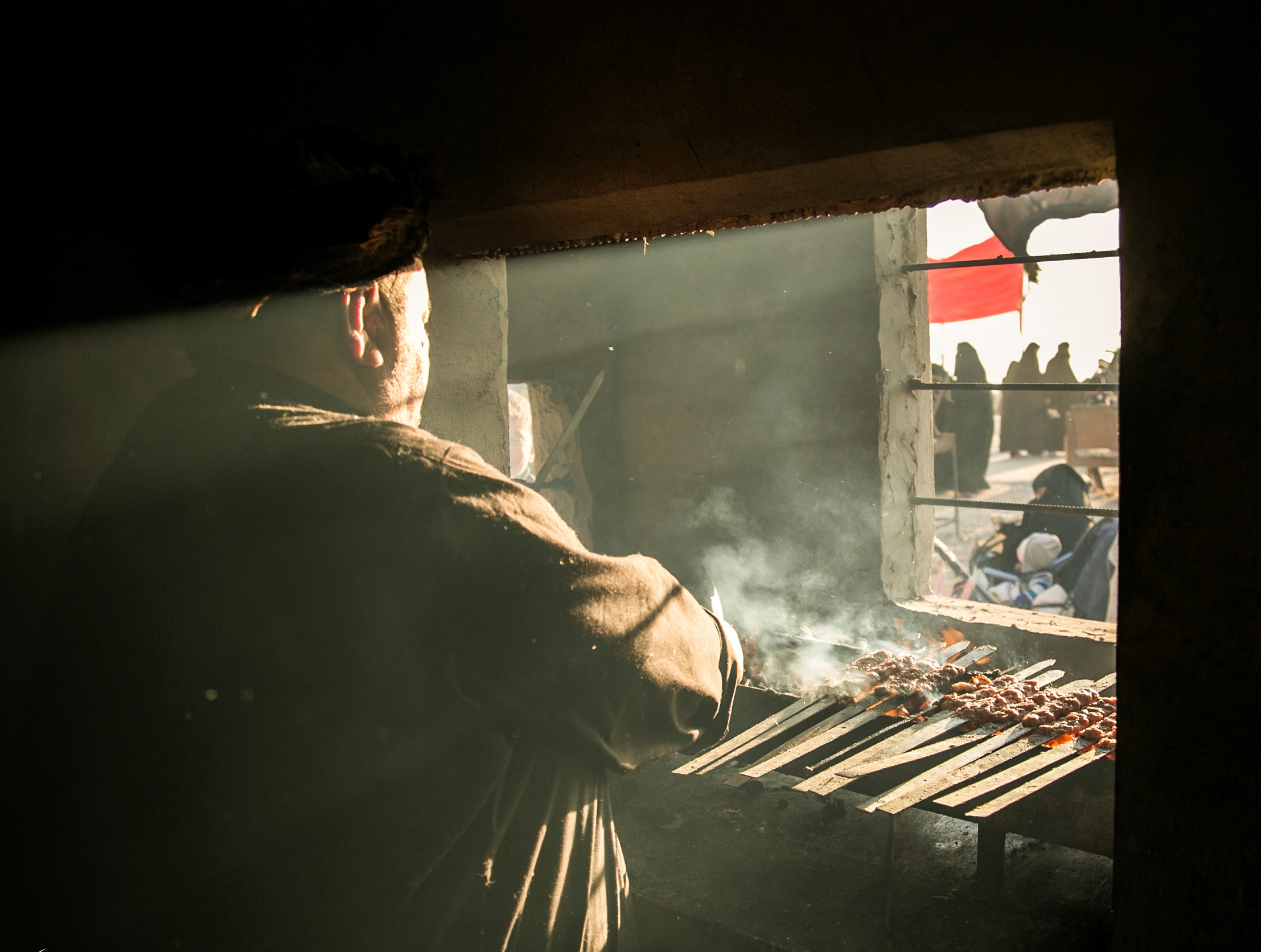
Mężczyzna grillujący mięso dla pielgrzymów
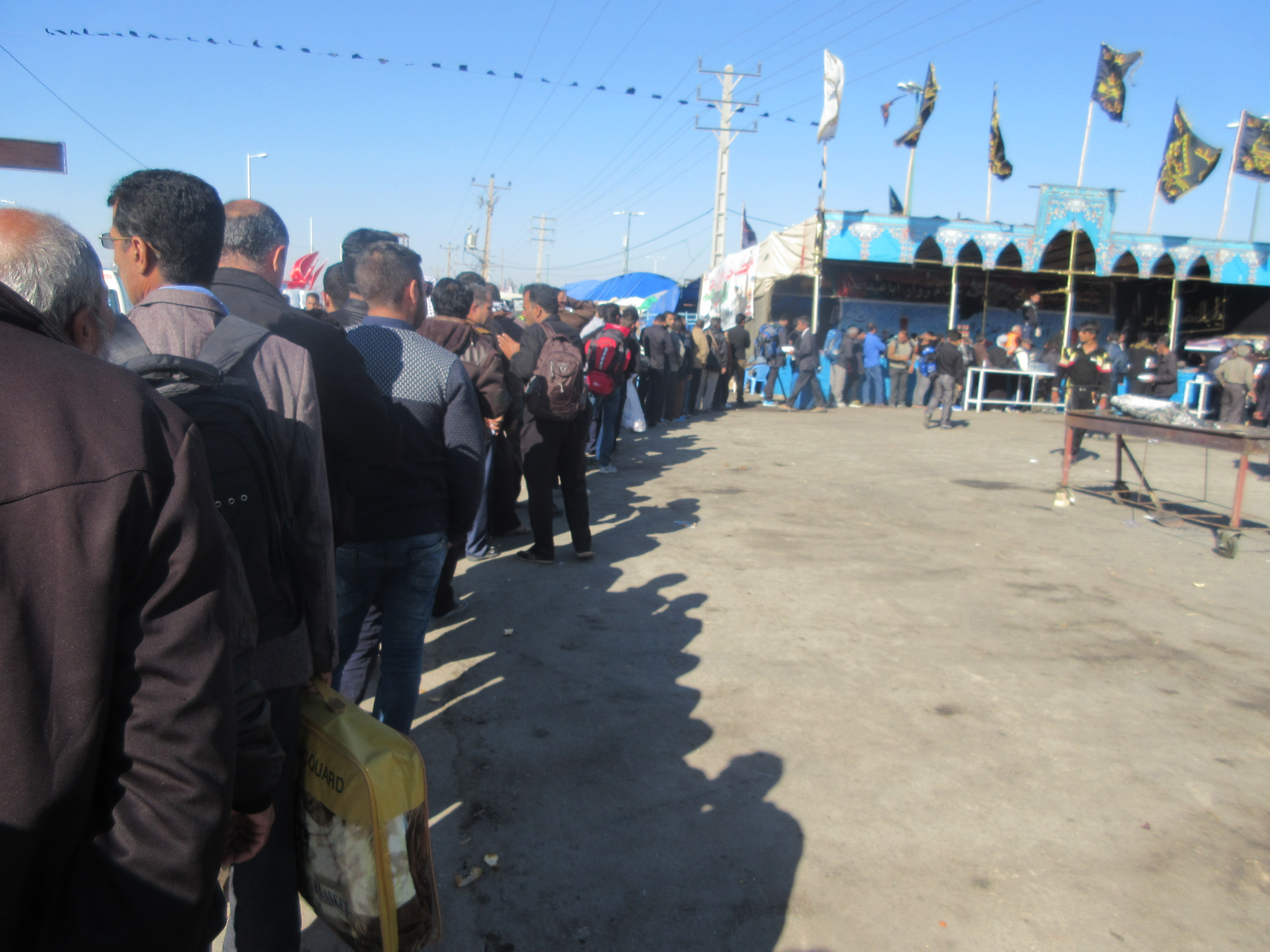
Pielgrzymi z Arbaʽeen czekają na darmowe jedzenie
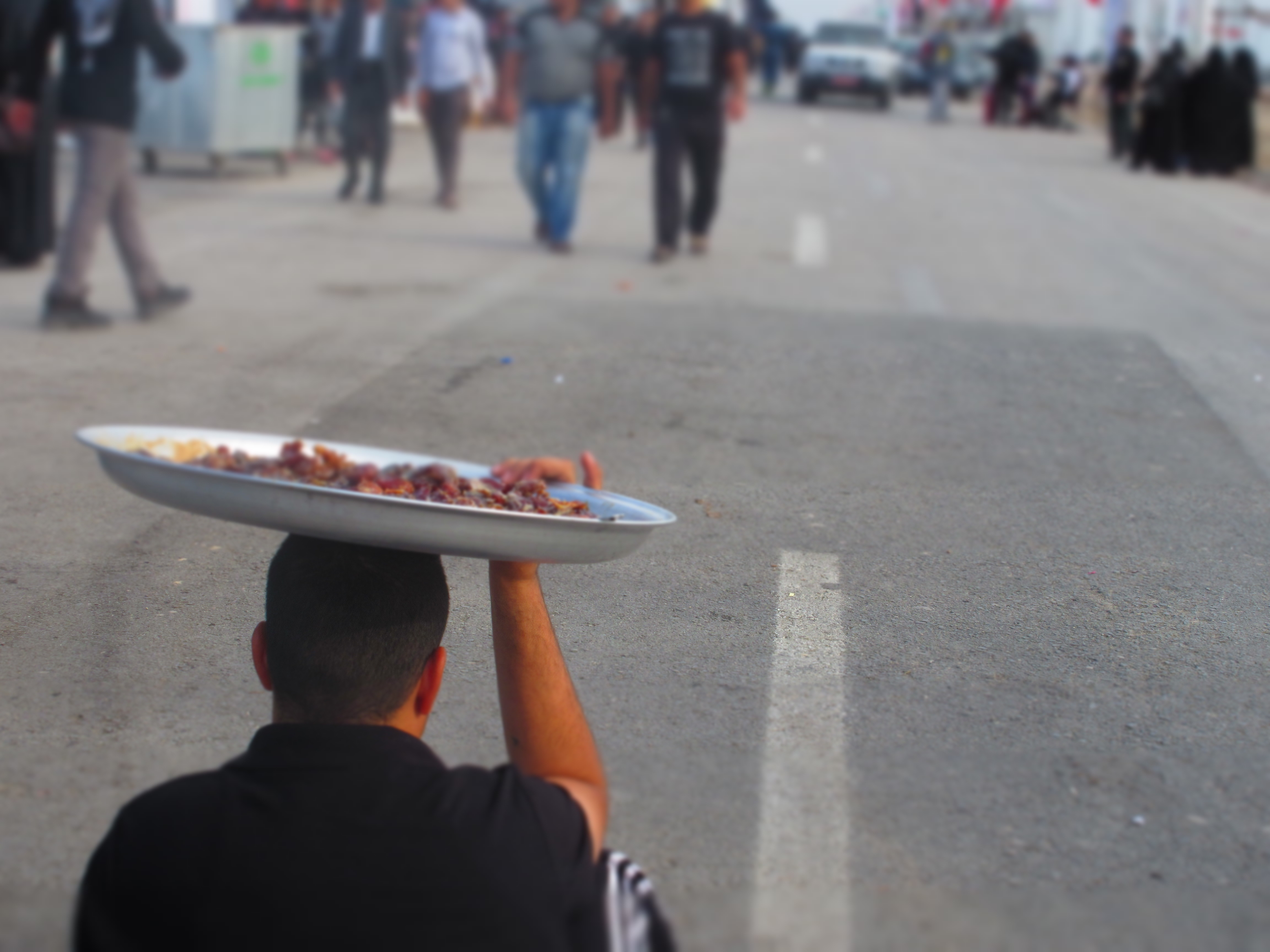
Mężczyzna trzymający na głowie talerz pełen daktyli dla pielgrzymów
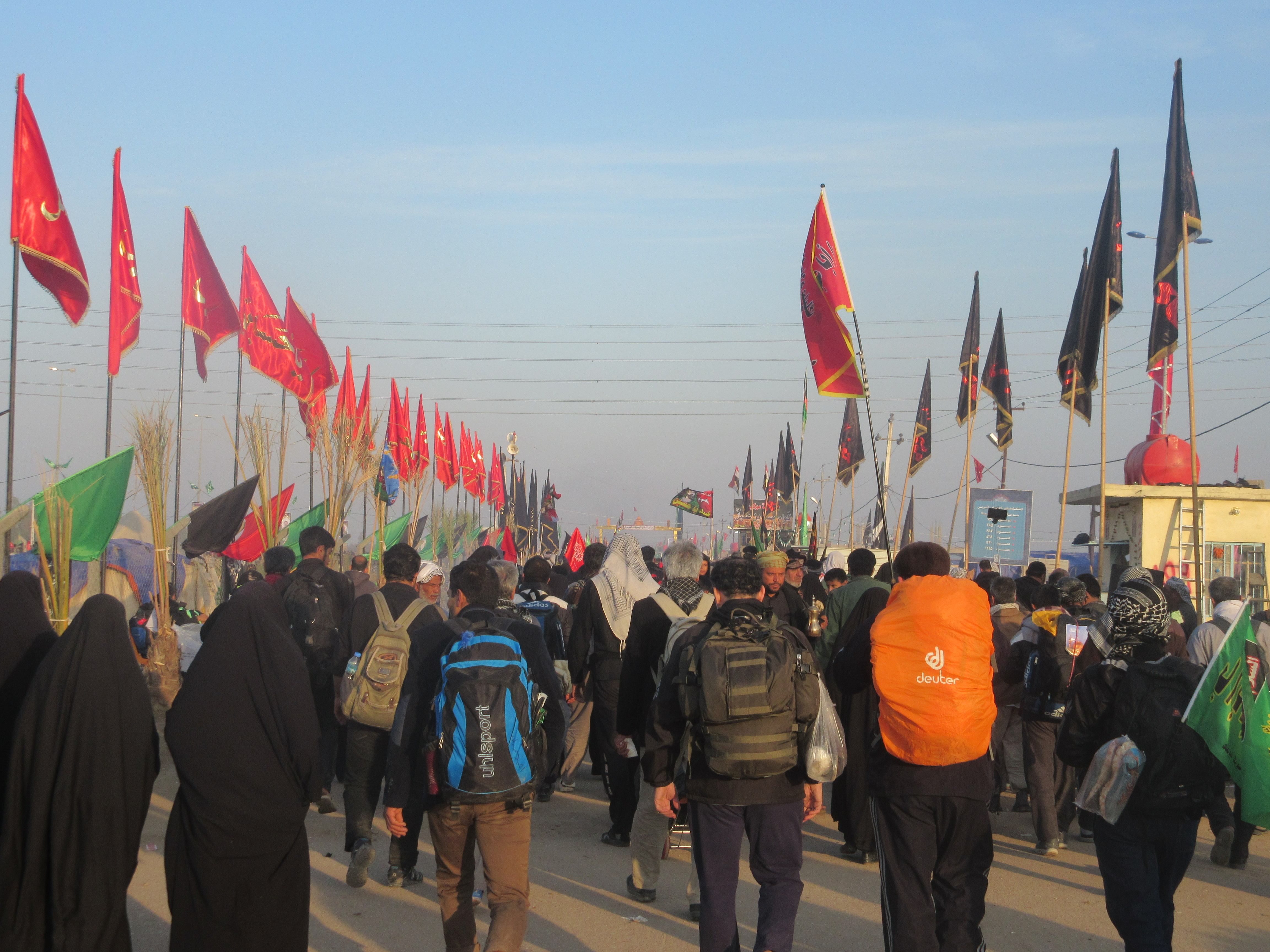
2015 Al-Arba’in

## Al-Arba'in w poszczególnych latach (począwszy od 1995)
- 19 lipca 1995 (1416)
- 7 lipca 1996 (1417)
- 27 czerwca 1997 (1418)
- 16 czerwca 1998 (1419)
- 5 czerwca 1999 (1420)
- 25 maja 2000 (1421)
- 14 maja 2001 (1422)
- 3 maja 2002 (1423)
- 23 kwietnia 2003 (1424)
- 11 kwietnia 2004 (1425)
- 31 marca 2005 (1426)
- 21 marca 2006 (1427)
- 10 marca 2007 (1428)
- 28 lutego 2008 (1429)
- 16 lutego 2009 (1430)
- 5 lutego 2010 (1431)
- 26 stycznia 2011 (1432)
- 14 stycznia 2012 (1433)
- 3 stycznia 2013 (1434)
- 23 grudnia 2013 (1435)
- 13 grudnia 2014 (1436)
- 2 grudnia 2015 (1437)
- 20 listopada 2016 (1438)
- 9 listopada 2017 (1439)
- 30 października 2018 (1440)
- 19 października 2019 (1441)